# Josemaría Escrivá de Balaguer

Címere

Josemaría Escrivá de Balaguer katolikus pap, a római katolikus egyház szentje. 
1902. január 9-én a spanyolországi Aragónia tartományban, az Huesca közelében fekvő Barbastróban született, katolikus családban. Fiatalon elkötelezett hívővé vált, életét választott hivatása töltötte ki. 1925-ben szentelték pappá. 1928-ban Madridban megalapította az Opus Dei nevezetű lelkiségi mozgalmat, melynek szervezetét 1951-ben ismerte el a Szentszék, és 1982 óta személyi prelaturaként működik. Ő alapította meg 1943-ban a Szent Kereszt Papi Társaságot is. 1975. június 26-án hunyt el Rómában.
II. János Pál pápa 1992-ben boldoggá, majd 2002-ben szentté avatta. Emléknapját halála napján, június 26-án tartják.
Életéről film készült There Be Dragons címen 2011-ben.

## Magyarul megjelent művei
- Út; Scepter, Dublin, 1966
- Barázda; ford. M. Edith; Szt. István Társula, Bp., 1997
- Kovácstűzhely; ford. Erdő Péter; Szt. István Társulat, Bp., 1998
- Keresztút; ford. Gömöri Zoltán; Szt. István Társulat, Bp., 2000
- Rózsafüzér; ford. Berkes Éva; Szt. István Társulat, Bp., 2006
- Isten barátai. Homíliák; ford. Kiss B. Zsolt; Szt. István Társulat, Bp., 2008
- Út; ford. Hegedüs Anna; 3. jav. kiad; Szt. István Társulat, Bp., 2019

## Külső hivatkozások
- Josemaria Escriva
- Josemaria Escriva – életmű írások